# 让·热内

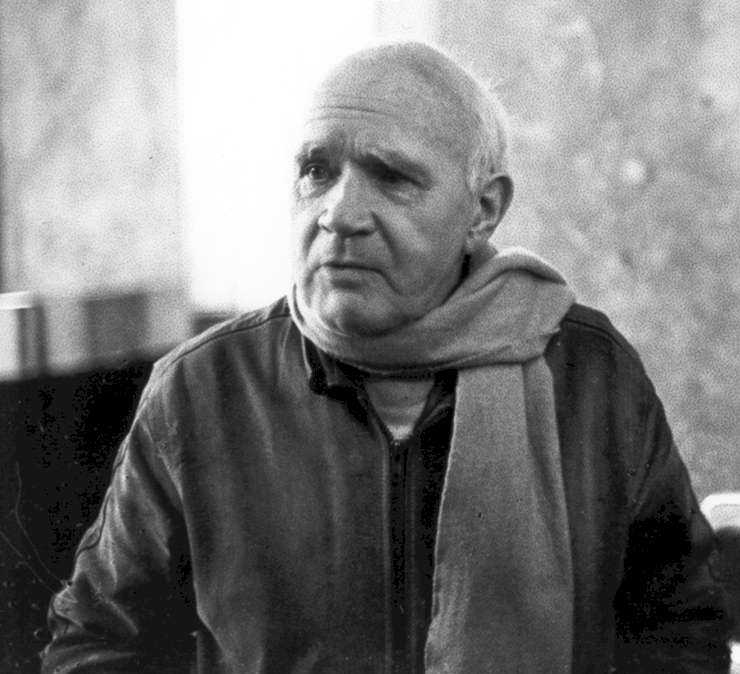
让·热内（1983年）

让·热内（法語：Jean Genet，1910年12月19日—1986年4月15日），或譯紀涅，法國當代著名小说家、剧作家、诗人、评论家、社会活动家。
热內早年曾是个流浪者，还曾因偷盗罪被捕，后来转而从事写作。著有小说《布雷斯特之争》、《小偷日记》、《鲜花圣母》，戏剧《严加监视》、《阳台》、《黑奴》、《屏风》等。
热內曾導演過電影，亦有不少作品被改編成電影，如宁那·华纳·法斯宾德就曾根據《布雷斯特之争》拍了一部名為《霧港水手》的電影。

## 生平

### 早年生活
让·热内的母亲是一名性工作者，在他出生后的头七个月里抚养他长大，然后将他送人收养。此后热内在法国中部涅夫勒省的城镇阿利尼莫尔旺长大。根据埃德蒙·怀特的传记，他的寄养家庭由一位木匠领导，充满爱心和细心。虽然他在学校取得了优异的成绩，但他的童年却经历了一系列的逃跑尝试和小偷小摸事件。

### 拘留和服兵役阶段
由于这一轻罪和其他轻罪，包括屡次的流浪行为，他在 15 岁时被送往梅特雷监狱，并于 1926 年 9 月 2 日至 1929 年 3 月 1 日期间被拘留。
在《玫瑰的奇迹》（1946 年）中，他给出了一个叙述这段拘留期在他 18 岁时加入外籍军团时结束。他最终因猥亵行为（被发现从事同性恋行为）而被开除，并在欧洲各地度过了一段时间的流浪汉、小偷和妓女——他在《小偷日记》（The Thief's Journal，1949）中讲述了这段经历。

### 犯罪生涯、监狱和监狱著作
1937 年返回巴黎后，热内因盗窃、使用假证件、流浪、猥亵行为和其他罪行而多次被捕。在监狱里，热内写下了他的第一首诗《Le condamné à mort》（他自费出版了这首诗）和小说《花之圣母》（1944）。
在巴黎，热内找到让·谷克托并向他作了自我介绍，后者对他的作品印象深刻。科克托利用他的人脉关系让热内的小说得以出版。1949年，当热内因十次定罪而面临无期徒刑的威胁时，科克托和包括让·保罗·萨特和巴勃罗·毕加索在内的其他知名人士成功请求法国总统判处死刑搁置。热内永远不会再回到监狱。

## 作品

### 通信
- Letters to Roger Blin (Lettres à Roger Blin, 1966)
- Lettres à Olga et Marc Barbezat (1988)
- Lettres au petit Franz (2000)

### 戲劇
項目標示：《中文譯名》（法語標題）[創作年份]/[首次出版年份]/[首次演出年份]
- 《嚴密監視（英语：Deathwatch (play)）》1944/1949/1949
- 《女僕（英语：The Maids）》1946/1947/1947
- 《燦爛的》（Splendid's）1948/1993/
- 《陽台（英语：The Balcony）》1955/1956/1957
- 《黑鬼（英语：The Blacks (play)）》1955/1958/1959
- 《她》（Elle）1955/1989/
- 《屏風（英语：The Screens）》1956-61/1961/1964

### 小說及自傳
項目標示：《中文譯名》（法語標題）[創作年份]/[首次出版年份]/[首次演出年份]
- 《繁花聖母（英语：Our Lady of the Flowers）》1942/1943
- 《玫瑰奇蹟（英语：The Miracle of the Rose）》1946/1951
- 《葬禮儀式（英语：Funeral Rites (novel)）》1947/1953
- 《布雷斯特之争（英语：Querelle of Brest）》1947/1953
- 《竊賊日記》1949/1949
- 《愛之囚（英语：Prisoner of Love）》1986/1986

### 詩詞
- The Man Sentenced to Death  (Le Condamné à Mort) (written in 1942, first published in 1945)
- Funeral March  (Marche Funebre) (1945)
- The Galley  (La Galere) (1945)
- A Song of Love  (Un Chant d'Amour) (1946)
- The Fisherman of the Suquet  (Le Pecheur du Suquet) (1948)
- The Parade  (La Parade)(1948)

### 文章

#### 藝術
- The Studio of Alberto Giacometti  (L'Atelier d'Alberto Giacomett)  (1957)
- The Tightrope Walker  (Le Funambule)
- Rembrandt's Secret  ('Le Secret de Rembrandt) (1958)
- What Remains of a Rembrandt Torn Into Little Squares All the Same Size and Shot Down the Toilet  (Ce qui est resté d'un Rembrandt déchiré en petits carrés)
- That Strange Word ...  (L'etrange Mot D'.)

#### 政治
- The Palestinians
- Violence and Brutality
- Four Hours in Shatila (Quatre heures à Chatila) (1982)

#### 其他
- The Criminal Child  (L'Enfant criminel): Written in 1949, this text was commissioned by RTF (French radio) but was not played due to its controversial nature. It was published in a limited edition in 1949 and later integrated into Volume 5 of "Oeuvres Completes" (1951)